# 세르지우 부아르케 데 올란다

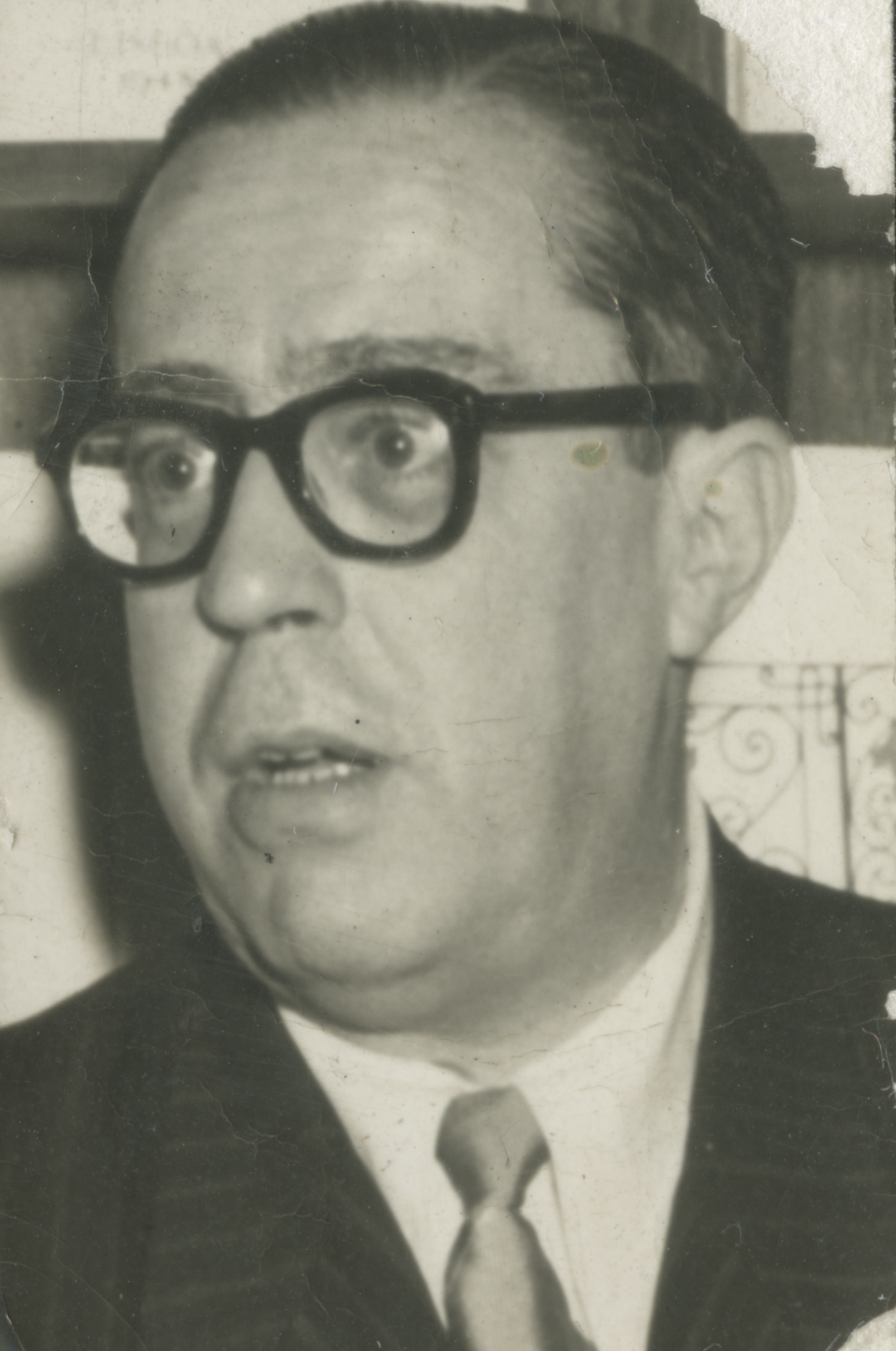
1957년의 부아르케 데 올란다

세르지우 부아르케 데 올란다(Sérgio Buarque de Holanda, 1902년 7월 11일 ~ 1982년 4월 24일)는 브라질의 역사가, 작가, 언론인이자 사회학자이다. 그는 브라질 사회의 정체성을 "다정한 사람"(포르투갈어: Homem cordial)이라는 개념으로 설명하는 저서 《브라질의 뿌리》(포르투갈어: Raízes do Brasil)로 알려져 있다.
부아르케 데 올란다의 아들로는 싱어송라이터이자 소설가인 치코 부아르케가 있으며, 딸인 미우샤(Miúcha) 또한 가수이다. 부아르케 데 올란다는 상파울루 문학 아카데미(포르투갈어: Academia Paulista de Letras)의 회원이기도 하다.

## 저서
- Raízes do Brasil (1936). 세르지우 부아르끼 지 올란다 (2018). 《브라질의 뿌리》. 번역 김정아. 후마니타스. ISBN 9788964372968.